# Girlfriends’ Guide to Divorce/Episodenliste

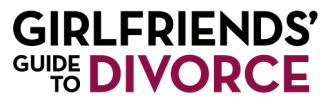
Logo zur Serie

Diese Episodenliste enthält alle Episoden der US-amerikanischen Dramaserie Girlfriends’ Guide to Divorce, sortiert nach der US-amerikanischen Erstausstrahlung. Die Fernsehserie umfasst derzeit zwei Staffeln mit 26 Episoden.

## Übersicht
| Staffel | Episodenanzahl | Erstausstrahlung USA | Erstausstrahlung USA | Deutschsprachige Erstausstrahlung | Deutschsprachige Erstausstrahlung |
| Staffel | Episodenanzahl | Staffelpremiere      | Staffelfinale        | Staffelpremiere                   | Staffelfinale                     |
| ------- | -------------- | -------------------- | -------------------- | --------------------------------- | --------------------------------- |
| 1       | 13             | 2. Dezember 2014     | 24. Februar 2015     | 6. Januar 2016                    | 30. März 2016                     |
| 2       | 13             | 1. Dezember 2015     | 23. Februar 2016     | 7. Dezember 2016                  |                                   |

## Staffel 1
Die Erstausstrahlung der ersten Staffel war vom 2. Dezember 2014 bis zum 24. Februar 2015 auf dem US-amerikanischen Kabelsender Bravo zu sehen. Die deutschsprachige Erstausstrahlung sendete der deutsche Pay-TV-Sender TNT Glitz vom 6. Januar bis zum 30. März 2016.
| Nr. (ges.) | Nr. (St.) | Deutscher Titel                                                | Originaltitel                                            | Erstausstrahlung USA | Deutschsprachige Erstausstrahlung (D) | Regie                    | Drehbuch                       | Quoten (USA) |
| ---------- | --------- | -------------------------------------------------------------- | -------------------------------------------------------- | -------------------- | ------------------------------------- | ------------------------ | ------------------------------ | ------------ |
| 1          | 1         | Regel Nr. 23: Lüge nie die Kinder an                           | Rule No. 23: Never Lie to the Kids                       | 2. Dez. 2014         | 6. Jan. 2016                          | Adam Brooks              | Marti Noxon                    | 1,041 Mio.   |
| 2          | 2         | Regel Nr. 174: Traue keinem, der nach Stunden abrechnet        | Rule No. 174: Never Trust Anyone Who Charges By the Hour | 9. Dez. 2014         | 13. Jan. 2016                         | Adam Brooks              | Marti Noxon                    | 0,847 Mio.   |
| 3          | 3         | Regel Nr. 47: Nimm dir Zeit für dich                           | Rule No. 47: Always Take Advantage of „Me“ Time          | 16. Dez. 2014        | 20. Jan. 2016                         | Leslie Libman            | Liz Kruger & Craig Shapiro     | 0,700 Mio.   |
| 4          | 4         | Regel Nr. 426: Das Reich der Fantasie: Immer einen Besuch wert | Rule No. 426: Fantasyland: A Great Place to Visit        | 23. Dez. 2014        | 27. Jan. 2016                         | Robert Duncan McNeill    | Paul Adelstein                 | 0,767 Mio.   |
| 5          | 5         | Regel Nr. 21: Überlass’ die Kindereien den Kindern             | Rule No. 21: Leave Childishness to Children              | 30. Dez. 2014        | 3. Feb. 2016                          | David Katzenberg         | Ed Roe                         | 0,868 Mio.   |
| 6          | 6         | Regel Nr. 33: Wenn du dir nicht sicher bist: Lauf’ weg         | Rule No 33: When in Doubt, Run Away                      | 6. Jan. 2015         | 10. Feb. 2016                         | Victor Nelli, Jr.        | Marti Noxon & Ilene Rosenzweig | 0,873 Mio.   |
| 7          | 7         | Regel Nr. 67: Einmal Prinzessin, immer Prinzessin              | Rule No. 67: Don’t Kill the Princess                     | 13. Jan. 2015        | 17. Feb. 2016                         | Daisy von Scherler Mayer | Janine Nabers                  | 0,773 Mio.   |
| 8          | 8         | Regel Nr. 17: Frag’ die Briefkastentante!                      | Rule No. 17: Ask the Answer Lady                         | 20. Jan. 2015        | 24. Feb. 2016                         | Brian Dannelly           | Ashley Cardiff                 | 0,687 Mio.   |
| 9          | 9         | Regel Nr. 32: F … dich, Rob Frumpkis                           | Rule No. 32: F-You, Rob Frumpkis                         | 27. Jan. 2015        | 2. März 2016                          | Robert Duncan McNeill    | Marti Noxon                    | 0,911 Mio.   |
| 10         | 10        | Regel Nr. 3: Steh’ nicht in der Tür rum                        | Rule No. 3: Don’t Stand in the Doorway                   | 3. Feb. 2015         | 9. März 2016                          | Silver Tree              | Liz Kruger & Craig Shapiro     | 0,739 Mio.   |
| 11         | 11        | Regel Nr. 46: Halte die Feiertage möglichst schlicht           | Rule No. 46: Keep the Holidays Low Key                   | 10. Feb. 2015        | 16. März 2016                         | Robert Duncan McNeill    | Ed Roe                         | 0,833 Mio.   |
| 12         | 12        | Regel Nr. 92: Tu’ nichts wofür du nicht bereit bist zu sitzen  | Rule No. 92: Don’t Do the Crime If You Can't Do the Time | 17. Feb. 2015        | 23. März 2016                         | Millicent Shelton        | Ilene Rosenzweig               | 0,744 Mio.   |
| 13         | 13        | Regel Nr. 101: Wissen, wann es Zeit ist, nach vorne zu sehen   | Rule No. 101: Know When It’s Time to Move On             | 24. Feb. 2015        | 30. März 2016                         | Robert Duncan McNeill    | Marti Noxon                    | 0,788 Mio.   |

## Staffel 2
Die Erstausstrahlung der zweiten Staffel war vom 1. Dezember 2015 bis zum 23. Februar 2016 auf dem US-amerikanischen Kabelsender Bravo zu sehen. Die deutschsprachige Erstausstrahlung sendete der deutsche Pay-TV-Sender TNT Comedy vom 7. Dezember 2016 bis zum 1. März 2017.
| Nr. (ges.) | Nr. (St.) | Deutscher Titel                                     | Originaltitel                                           | Erstausstrahlung USA | Deutschsprachige Erstausstrahlung (D) | Regie                 | Drehbuch                       | Quoten (USA) |
| ---------- | --------- | --------------------------------------------------- | ------------------------------------------------------- | -------------------- | ------------------------------------- | --------------------- | ------------------------------ | ------------ |
| 14         | 1         | Regel Nr. 58: Immer schön sauber bleiben            | Rule No. 58: Avoid the Douchemobile                     | 1. Dez. 2015         | 7. Dez. 2016                          | Adam Brooks           | Marti Noxon                    | 0,707 Mio.   |
| 15         | 2         | Regel Nr. 77: Alles zu seiner Zeit                  | Rule No. 77: Don’t Blow the Bubble                      | 8. Dez. 2015         | 14. Dez. 2016                         | Brian Dannelly        | Carol Barbee                   | 0,628 Mio.   |
| 16         | 3         | Regel Nr. 8: Zur richtigen Zeit am falschen Ort     | Rule No. 8: Timing Is Everything                        | 15. Dez. 2015        | 21. Dez. 2016                         | Randy Zisk            | Marti Noxon & Lisa Edelstein   | 0,596 Mio.   |
| 17         | 4         | Regel Nr. 605: Du kannst wieder nach Hause gehen    | Rule No. 605: You Can Go Home Again                     | 22. Dez. 2015        | 28. Dez. 2016                         | Robert Duncan McNeill | Paul Adelstein                 | 0,570 Mio.   |
| 18         | 5         | Regel Nr. 72: Böse Mädchen kommen überall hin       | Rule No. 72: It’s Never Too Late to Be a Mean Girl      | 29. Dez. 2015        | 4. Jan. 2017                          | Millicent Shelton     | Adam Milch                     | 0,689 Mio.   |
| 19         | 6         | Regel Nr. 25: Hüte dich vor zweiten Chancen         | Rule No. 25: Beware the Second Chance                   | 5. Jan. 2016         | 11. Jan. 2017                         | J. Miller Tobin       | Ilene Rosenzweig               | 0,601 Mio.   |
| 20         | 7         | Regel Nr. 14: Nein heißt … Nein                     | Rule No. 14: No … Means No                              | 12. Jan. 2016        | 18. Jan. 2017                         | Michael B. Silver     | Janine Nabers                  | 0,762 Mio.   |
| 21         | 8         | Regel Nr. 79: Etiketten gehören auf Dosen           | Ruler No. 79: Labels Are for Canned Goods               | 19. Jan. 2016        | 25. Jan. 2017                         | Silver Tree           | Ashley Cardiff                 | 0,659 Mio.   |
| 22         | 9         | Regel Nr. 81: Niemand weint in Pornos               | Rule No. 81: There’s No Crying in Porn                  | 26. Jan. 2016        | 1. Feb. 2017                          | Robert Duncan McNeill | Marti Noxon & Vicki Iovine     | 0,740 Mio.   |
| 23         | 10        | Regel Nr. 36: Finger weg vom heißen Eisen           | Rule No. 36: If You Can’t Stand the Heat, You’re Cooked | 2. Feb. 2016         | 8. Feb. 2017                          | Uta Briesewitz        | Adam Milch                     | 0,698 Mio.   |
| 24         | 11        | Regel Nr. 118: Kuchen ist zum Essen da              | Rule No. 118: Let Her Eat Cake                          | 9. Feb. 2016         | 15. Feb. 2017                         | Andy Wolk             | Ilene Rosenzweig               | 0,648 Mio.   |
| 25         | 12        | Regel Nr. 876: Nicht alles hat einen Grund          | Rule No. 876: Everything Does Not Happen for a Reason   | 16. Feb. 2016        | 22. Feb. 2017                         | Robert Duncan McNeil  | Ashley Cardiff & Janine Nabers | 0,645 Mio.   |
| 26         | 13        | Regel Nr. 59: Glücklich bis ans Ende ihrer Tage … ? | Rule No. 59: „Happily Ever After“ Is an Oxymoron        | 23. Feb. 2016        | 1. März 2017                          | Marti Noxon           | Marti Noxon                    | 0,765 Mio.   |

## Weitere Staffeln
Im April 2016 verlängerte Bravo die Serie um insgesamt drei weitere Staffeln. Anfang August wurde bekannt, dass die Serie mit der fünften Staffel enden werde. Gleichzeitig wurde bekannt, dass Staffel drei aus sieben Episoden bestehen wird, Staffel vier und fünf werden jeweils sechs Episoden umfassen.